# Cithara octochorda
Cithara octochorda je tiskani zbornik crkvenih napjeva na kajkavskom narječju hrvatskog jezika i na latinskom jeziku.

## Naziv zbornika i dispozicija građe
Naziv Cithara octochorda (kitara, citra s osam žica) ima simboličko značenje. Naime, napjevi su raspoređeni unutar osam odsjeka koji uglavnom slijede liturgijski kalendar. Prvi odsjek sadrži adventske, drugi božićne, treći korizmene, četvrti uskrsne, peti nedjeljne, šesti marijanske, sedmi svetačke i osmi mrtvačke napjeve.

## O zborniku
Zbornik datira iz 18. stoljeća i najopsežniji je zbornik takve vrste na hrvatskom jeziku iz tog razdoblja. Doživio je tri izdanja: prva dva u Beču 1701. i 1723., a treće u Zagrebu 1757. godine. Svako novo izdanje je opširnije od prethodnog. Sastavljač zbornika nije spomenut ni u jednom izdanju, međutim, Vinko Žganec i Albe Vidaković smatraju da bi to mogao biti zagrebački kanonik Toma Kovačević u slučaju prva dva izdanja dok bi sastavljač trećeg izdanja, prema mišljenju Franje Dugana starijeg, mogao biti Mihalj Šilobod-Bolšić, autor priručnika za učenje gregorijanskog korala Fundamentum cantus gregoriani (1760.).
Napjevi su zapisani na četiri crte. U oba bečka izdanja korištena je kvadratna koralna notacija dok su u zagrebačkom (trećem) izdanju napjevi zabilježeni koralnom notacijom romboidnog tipa. Zagrebačko izdanje tiskano je u tiskari Antuna Reinera na narudžbu zagrebačke stolne crkve.

## Vanjske poveznice
- Cithara octochorda Proleksis enciklopedija
- Cithara octochorda Hrvatska enciklopedija
- Nacionalna i sveučilišna knjižnica u Zagrebu: Cithara octochorda
- Župa sv. Križa - Josip degl'Ivegllio: »Cithara octochorda 1701-2001«  Arhivirana inačica izvorne stranice od 13. listopada 2011. (Wayback Machine)
- Cithara octochorda (archive.org)